# Einzigartige Formen der Kontinuität im Raum

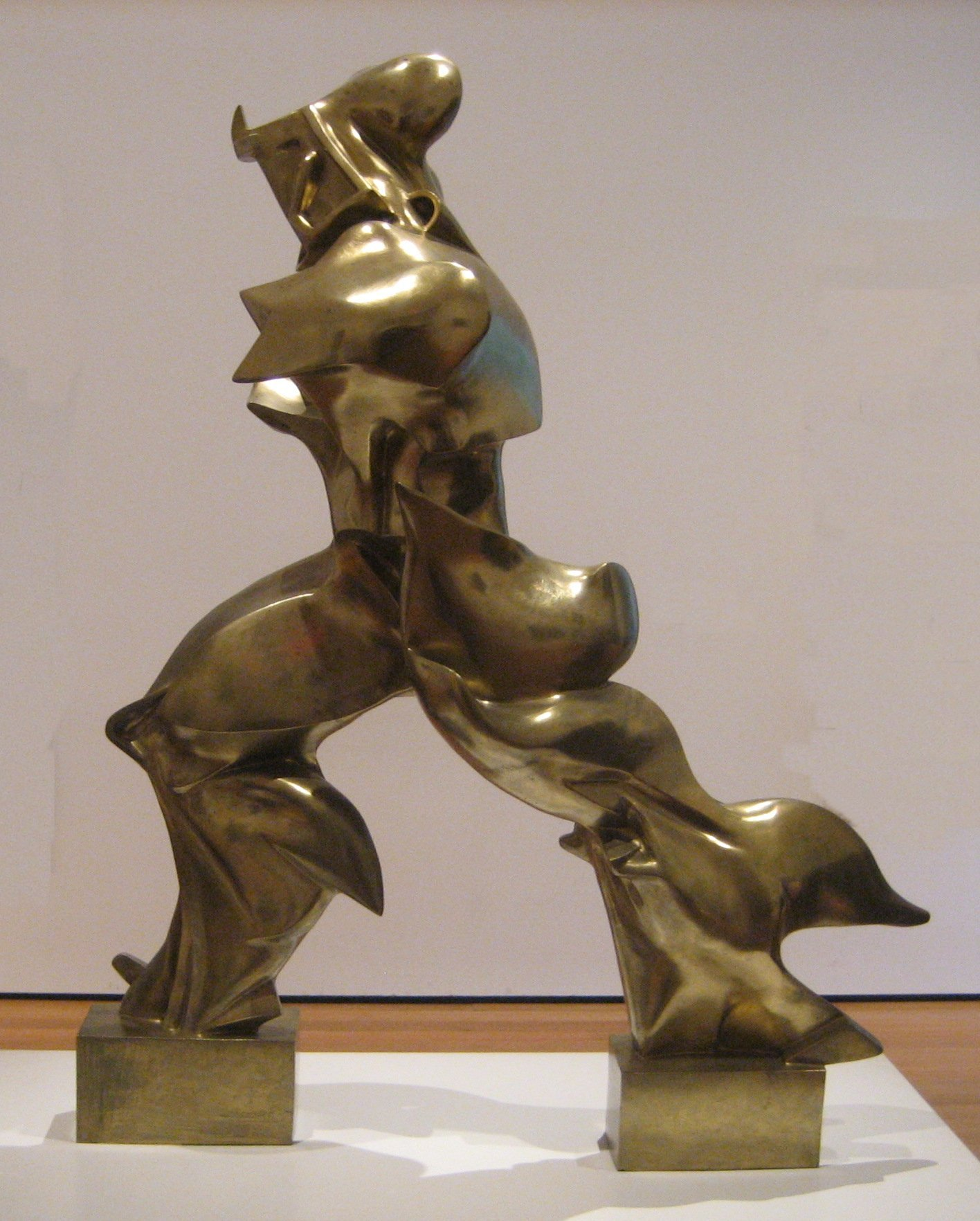
Einzigartige Formen der Kontinuität im Raum, 1913, Museum of Modern Art, New York

Einzigartige Formen der Kontinuität im Raum (it.: Forme uniche della continuità nello spazio) ist eine 111 cm hohe Plastik aus dem Jahr 1913 von Umberto Boccioni.
Der Futurist Boccioni bildete mit der Skulptur eine Person in Bewegung ab.
Diese war der vierte Entwurf einer Serie von schreitenden Personen und ist die einzige, die erhalten blieb.
Abgüsse befinden sich z. B. in der Kunsthalle Mannheim, Tate Modern (London), Museum of Modern Art (New York), Metropolitan Museum of Art (New York), Kröller-Müller Museum (Otterlo), im Museo del Novecento (Mailand) und der Galleria Nazionale d’Arte Moderna (Rom).

## Hintergrund
Anfang des 20. Jahrhunderts interessierten sich viele Künstler für Bewegung bzw. deren Darstellung. Vorreiter/Schlüsselfiguren waren hier unter anderem Eadweard Muybridge (Bewegungsstudien), Théophile Steinlen (It Burns!), Giacomo Balla (Dynamism of a Dog on a Leash) sowie Marcel Duchamp (Akt, eine Treppe herabsteigend Nr. 2, 1912).

## Sonstiges

Italienisches Zwanzig-Cent-Stück

Ein Abbild der Skulptur befindet sich heute auf der italienischen 20-Cent-Münze.